# Anatella unguigera
Anatella unguigera är en tvåvingeart som beskrevs av Edwards 1921. Anatella unguigera ingår i släktet Anatella och familjen svampmyggor. Arten är reproducerande i Sverige. Inga underarter finns listade i Catalogue of Life.